# Mercedes-Benz 5G-Tronic
5G-Tronic (код 722.6) — торгова марка для 5-ступінчастих автоматичних коробок передач німецької компанії Mercedes-Benz, що замінили у 1990 році застарілу 5-ступінчасту гідравлічну 722.5 та 4-ступінчасту 4G-Tronic коробки передач. З 2003 року поступово замінюється на 7G-Tronic та 9G-Tronic. Процес заміни розтягнувся на довгі роки у зв'язку з тим фактом, що коробки серії 722.6 здатні справлятися з величезним крутним моментом (до 1000 Нм) і мають нижчу вартість, завдяки чому вони, як і раніше, застосовуються для турбованих двигунів V12 і на комерційних автомобілях.
Стосовно автомобілів марки Chrysler ця коробка називається як NAG1 від англ. New Automatic Gearbox Generation One.

## Історія
АКПП 5G-Tronic, шоста у серії автоматичних коробок передач компанії, була представлена концерном Daimler AG в 1990 році. Це перша автоматична коробка передач марки Mercedes-Benz з електронним керуванням та блокуванням гідротрансформатора. Коробка передач 5G-Tronic отримала внутрішнє позначення NAG1 («нова автоматична коробка передач 1 покоління»).
У перших випусках і аж до 1999 року в АКПП 5G-Tronic використовувалася втулка ковзання в поєднанні вхідним та вихідним валами, яка була явно слабкою для навантажень. Вона швидко розбивалася і через втрату тиску масла і сильного люфту обох валів, що виникла, виходив з ладу планетарний ряд. У 1999 році в рамках модернізації коробки передач цю проблему було виправлено шляхом заміни проблемної втулки на голчастий підшипник з тефлоновим кільцем. Крім того, була замінена підшипником втулка ковзання в сонячній шестірні.
У 2001 році коробка передач 5G-Tronic знову зазнала невеликого вдосконалення. З метою підвищення економії палива і для зменшення часу перемикання в деяких модифікаціях АКПП 722.6 почали застосовувати тонкі односторонні фрикціони (фрикційні диски), які при підвищених навантаженнях (наприклад, різкі прискорення або буксування) швидко виходять з ладу.
Незважаючи на випуск у 2003 році АКПП 7G-Tronic, п'ятиступінчаста коробка передач продовжувала використовуватися, наприклад, на автомобілях W211 (до 2009 року), а також на W164 (тільки у комбінації з мотором M113 V8 до 2006 року) та автомобілях з двигунами конфігурації V12, таких як R230 (до 2011), C216 (до 2014), S600, S65 AMG та інших. Це з тим, що крутний момент 7G-Tronic обмежений на 735 Нм, тоді як 5G-Tronic має потенціал крутного моменту 1079 Нм. З іншого боку, в повному обсязі системи повного приводу (AWD) сумісні з коробкою серії 7G-Tronic.
Крім моделей Mercedes-Benz, цією коробкою передач оснащувалися такі автомобілі, як Jeep Grand Cherokee, Dodge Durango (2011-2012, тільки двигуни V6), Chrysler 300 (2005-2014), Dodge Magnum (2005-2008, тільки AW SRT8), Dodge Challenger (2009-2014), Dodge Charger (2006-2014), Jaguar X308 (1998-2002), SsangYong Rexton (2004-), SsangYong Kyron (2006-), Porsche 911 (996 серія, 1998—2005) та інші.

## Модифікації

### SpeedShift (2001-)
Допрацьована в плані продуктивності модифікація 5G-Tronic, що включає ручний режим і активне перемикання на знижену передачу. Вперше була застосована на автомобілях Mercedes-Benz C32 AMG (2001) та Mercedes-Benz SLK32 AMG (2001).

### AMG SpeedShift (2002-)
Версія з механічним блокуванням гідротрансформатора з першої передачі та перемиканням передач за допомогою кермового колеса. Аналогічна версія існує й у 7G-Tronic.
Вперше була застосована у 2002 році на автомобілях Mercedes-Benz E55 AMG, S55 AMG, C55 AMG, CL55 AMG та CLK55 AMG.

### AMG SpeedShift R
Версія, що застосовувалась на автомобілі Mercedes-Benz SLR McLaren. Підтримувала 3 ручні режими управління.